# SuperVillain Studios
SuperVillain Studios (SVS) é uma empresa de desenvolvimento de jogos eletrônicos que desenvolve para as plataformas Nintendo Wii, DS, Xbox, Xbox 360, PlayStation 3, PlayStation 2, e PlayStation Portable.

## Perfil
A SuperVillain Studios foi fundada em janeiro de 2004 por Tim Campbell, Steve Ganem e Chris Rausch em Costa Mesa, Califórnia. A equipe original era constituída de seis membros, cujo primeiro dever era desenvolver níveis e programação online para Tony Hawk's Underground 2, que foi desenvolvido principalmente pela Neversoft. A equipe cresceu de forma constante por meio de contratos fixos com a Activision, eventualmente, desenvolveu o título original, Dungeon Siege: Throne of Agony, no PSP para a 2K Games. O título foi construído usando um motor internamente multiplataforma, o Automaton, que é conhecido por sua versatilidade. Automaton também foi usado para desenvolver Fat Princess: Fistful of Cake e flOw para o PSP da Sony Computer Entertainment e Ordem Up! (Wii) para Zoo Games. Também lançou alguns jogos no sistema iOS.

## Trabalhos
A seguir uma lista com os principais jogos desenvolvidos pela empresa.

### Co-produção
- Tony Hawk's Underground 2 (PS2/Xbox)
- GUN (Xbox)
- X-Men Legends 2: Rise of Apocalypse (PS2/Xbox/GC/PC)
- Tony Hawk's American Wasteland (PS2/Xbox)

### Jogos
- Tony Hawk's Underground 2 Remix (PSP)
- Dungeon Siege: Throne of Agony (PSP)
- Tony Hawk's Downhill Jam (PS2)
- Crash of the Titans (PSP)
- flOw Expansion Pack (PS3)
- flOw (PSP)
- Order Up! (Wii/PS3/3DS) [4]
- Fat Princess: Fistful of Cake (PSP)
- Tron: Evolution (PSP) [5]

## Ligações Externas
- Site Oficial